# Eshmun
Eshmun va ser un dels principals déus del panteó fenici, associat a la salut o als poders de curació. Va ser també el déu patró de l'antiga ciutat fenícia de Sidó, a l'actual Líban. Hom l'identifica amb el déu grec Asclepi i amb el romà Esculapi. 

## Història
Segons la mitologia fenícia, Eshmun va ser el vuitè fill d'un déu anomenat "Sydyk" (o també de vegades "Sydek" o "Sedek").
Hom creu que l'existència d'aquest déu es remunta fins a l'edat del ferro, però el primer esment escrita data del 754 aC, data de la signatura d'un tractat entre el rei assiri Ashur-nirari V i el rei d'Arpad Mati'el, i on se cita Eshmun com a patró del tractat.
A més de Sidó, Eshmún va ser venerat a les illes de Xipre, Sardenya, i a les ciutats de Tir, Beirut, i Cartago. Els dos principals temples dedicats a aquest déu van ser el temple de Sidó, i el temple de Cartago, destruït aquest últim pels romans en la Tercera Guerra Púnica.
En els rituals d'adoració a Eshmun es realitzaven ablucions i danses. També es coneix que van existir uns jocs en honor seu, en què el vencedor guanyava una tela porpra.